# Breanna Clark
Breanna Clark (Los Angeles, 4 novembre 1994) è un'atleta paralimpica statunitense appartenente alla categoria T20 e specializzata nei 400 metri piani.

## Biografia
Figlia della velocista Rosalyn Bryant, è affetta da autismo, disturbo diagnosticatole all'età di quattro anni. Iniziò a praticare l'atletica leggera nel 2010 presso la Dorsey High School di Los Angeles.
Nel 2016 prese parte ai Giochi paralimpici di Rio de Janeiro, dove conquistò la medaglia d'oro nei 400 metri piani T20. Ottenne lo stesso risultato anche ai campionati mondiali paralimpici di Londra 2017, facendo registrare anche il nuovo record del mondo paralimpico di categoria a 56"33.
Nel 2019 fu medaglia d'oro ai Giochi parapanamericani di Lima e ai campionati mondiali paralimpici di Dubai nei 400 metri piani T20.
Nel 2021 partecipò ai Giochi paralimpici di Tokyo, dove conquistò la medaglia d'oro nei 400 metri piani T20 con il tempo di 55"18, nuovo record mondiale paralimpico.
Nel 2023 conquista la medaglia d'oro nei 400 metri piani ai mondiali di Parigi, siglando il nuovo record del mondo in 55"12.

## Palmarès
| Anno | Manifestazione          | Sede           | Evento          | Risultato | Prestazione | Note                                     |
| ---- | ----------------------- | -------------- | --------------- | --------- | ----------- | ---------------------------------------- |
| 2016 | Giochi paralimpici      | Rio de Janeiro | 400 m piani T20 | Oro       | 57"79       |                                          |
| 2017 | Mondiali paralimpici    | Londra         | 400 m piani T20 | Oro       | 56"33       | Record mondiale                          |
| 2019 | Giochi parapanamericani | Lima           | 400 m piani T20 | Oro       | 57"09       |                                          |
| 2019 | Mondiali paralimpici    | Dubai          | 400 m piani T20 | Oro       | 56"35       | Miglior prestazione personale stagionale |
| 2021 | Giochi paralimpici      | Tokyo          | 400 m piani T20 | Oro       | 55"18       | Record mondiale                          |
| 2023 | Mondiali paralimpici    | Parigi         | 400 m piani T20 | Oro       | 55"12       | Record mondiale                          |